# Адам (музичка група)
Адам је хард и хеви (енгл. hard and heavy) рок бенд из Краљева. Бенд је основан 2010. године мада идеја о рађању бенда датира из 1993. године, када је осим фронтмена Владимира Крунића наступала у потпуно измењеном саставу, али се идеологија, енергија и врста музике коју изводе никада није променила.

## Историјат 2010-2021 (Крсташи)
Бенд је настао је од бивших чланова бенда Крсташи.
Почетком 2010. Владимир Крунић окупља екипу која креће са активним пробама и свиркама у тада актуелним краљевачким роцкенролл клубовима. Бенд је више пута мењао свој састав. Први помак ка озбиљнијем раду бенд добија доласком Страхиње Ђордјевића на место бубњара. У периоду од 2012. до 2015. године бенд наступа по клубовима широм Србије. Ауторски рад је једна од ствари на чему је бенд озбиљно радио и улагао доста времена, па самим тим и чињеница да је бенд први албум радио пуне 4 године. 
Бенд је три године узастопно свирао на краљевачком Стреет Арт Фестивалу. Почетком 2015. године у бенд долази Милан Марковић који са собом доноси и мало јачи призвук хард и хеви- звука који бенд врло брзо прихвата. 
Исте године Крсташи наступају на Зајечарској гитаријади пред око 20.000 људи, изводећи свој ауторски рад. Бенд наступа на Белграде Демо Фесту и долази до полуфинала и поред победе по гласовима публике не пролази у финале због другачијих пропозиција такмичења. Због музичких несугласица и погледу како бенд треба даље да се развија као и породичних обавеза Крсташе напуштају Јелена, Горан, Риле и Пајо а на место новог басисте долази Милан Рале Ракоњац који доноси сигурност у ритам секцији. 
Октобра и новембра 2015. године бенд улази у студио и снима свој албум првенац у студиу 'Кварт' у Земуну. На њему раде као тонски сниматељи и продуценти Иван Николић Цоки који ће се касније и прикључити бенду као друга гитара и Зоран Тимотијевић Зокс који преузима улогу тонца бенда Крсташи. Наступом на Мајској Гитаријади у Љубичеву Крсташи освајају 3. место, а у децембру исте године наступају и на Позитивном Коцерту у Новом Саду. У мају 2016. године Крсташи потписују уговор са издавачком кућом 'Метрополис' која већ у јулу ставља у продају први албум бенда под називом 'Ноћ'. Вреди поменути да је бенд 2016. године наступао и на Ловефесту у Врњачкој Бањи, Аеро Рок Фестивалу у Краљеву. У фебруару 2019. издат  је сингл 'Лутка', са којим су Крсташи победили на месечној Топ листи емисије БУНТ, РТС-а.
.Портал круг 

## 2021- (Адам)
Чланови бенда Крсташи лета 2021. године доносе одлуку да састав промени име у Адам. Промена имена проузрокована је променом звука и правца музике који су Крсташи предходно свирали. Бенд Адам 2021. улази у студио "Виша класа" у Београду код Немање Поповића и снима свој први сингл "Сећања" под новим именом бенда. Недуго затим бенд се поново нашао у студиу али овог пута у свом родном Краљеву где снима свој други сингл " Спаси ме". Сингл је сниман у студиу "Роцк Планет" и музичкој школи "Стеван Мокрањац" у Краљеву са продуцентима Владиславом Јурићем Џубом и Сашом Филиповићем. Године 2022. на предлог Милана Марковића у бенд улази млади краљевачки гитариста Милан Столић који успешно попуњава место ритам гитаристе. Адам наступа на краљевачком "Стрит арт" фестивалу  2022. где добија позитивне критике. Бенд наступа широм Србије и свира како клупске тако и фестивалске концерте. Адам је до сада избацио сингл плочу са прва два сингла на њој која су до тада изашла у сопственој режији. Следеће године група наставаља са ауторским радом и избацује сингл и спот "Игнис" који је имао своју премијеру пред пуном салом краљевачког биоскопа "Кварт". Исте године Адам наступа на "Мајској гитаријади" где заузима 2. место. На фестивалу "Аранђеловац зове" награду за најбољег гитаристу фестивала добија гитариста бенда Адам Милан Марковић. Лета 2023. године бенд Адам наступа на "Дани веселог спуста" у Краљеву на централном градском тргу. Бенд тренутно ради на свом првом али званично другом албуму на коме ће се наћи 8 песама. Албум ће пратити и 8 видео спотова.

## Чланови групе
- Владимир Крунић – вокал (2010- )
- Страхиња Ђорђевић – бубањ, вокал (2012- )
- Милан Марковић – гитара (2015- )
- Милан Столић – гитара (2022- )
- Милан Ракоњац – бас (2016- )

### Бивши чланови
- Mилош Ристић – вокал (2010 – 2014)
- Богдан Живаљевић Пајо (2010 – 2015)
- Јелена Крунић Славковић Кека (2010 – 2014)
- Горан Милосављевић (2010 – 2015)
- Глигорије Пантовић (2010 – 2012)

## Синглови и спотови
- Сећања[2]
- Спаси ме[3]
- Игнис[4]

## Учешће на фестивалима и награде
- Hepi Centar Gitarijada (Kraljevo) – 2013.
- Street Art Festival (Kraljevo) – 2013.
- Street Art Festival (Kraljevo) – 2014.
- Belgrade Demo Fest Live – 2015. (полуфинале)
- Зајечарска гитаријада – 2015. (полуфинале)
- Street Art Festival (Kraljevo) – 2015.
- Pozitivni Koncert (Novi Sad) – 2015.
- Majska Gitarijada (Požarevac) – 2016. (3. место)
- Aero Rock Festival (Kraljevo) – 2016.
- Love fest (Vrnjačka Banja) – 2016.
- 10th International Bike Show Mančula (Čačak) – 2018.
- Užički Rock Festival (Užice) – 2018.
- Ušćansko leto (Ušće) – 2019.
- Bass Player Festival (Mladenovac) – 2019.
- Street Art Festival (Kraljevo) – 2022.
- Majska Gitarijada (Požarevac) – 2023. (2. место)
- Dani Veselog Spusta (Kraljevo) – 2023.
- Aranđelovac Zove (Aranđelovac) – 2023. (Милан Марковић најбољи гитариста фестивала)

## Дискографија

#### Студиски албуми
- "Ноћ" (Метрополис рекордс, 2016)

#### Синглови
- "Лутка" (Метрополис рекордс, 2019)
- "Сећања" (2021)
- "Спаси ме" (2022)
- "Игнис" (2023)